# جون مادج
جون مادج (بالإنجليزية: John Mudge)‏ (و. 1721 – 1793 م) هو طبيب إنجليزي، وكان عضوًا في الجمعية الملكية، توفي عن عمر يناهز 72 عاماً.

## التعليم
تعلم في جامعة أبردين.

## جوائز
حصل على جوائز منها:
- وسام كوبلي (1777)[2]
- زميل في الجمعية الملكية.